# شهرداری دبار
شهرداری دبار (به لاتین: Debar Municipality) یک منطقهٔ مسکونی در مقدونیه شمالی است که در مقدونیه شمالی واقع شده‌است. شهرداری دبار ۱۴۵٫۶۷ کیلومتر مربع مساحت و ۱۹٬۵۴۲ نفر جمعیت دارد.